# Баглай, Валентина Ефимовна
Валентина Ефимовна Баглай (род. 15 сентября 1947 г., Кореновск, Краснодарский край) — советский российский историк-американист, доктор исторических наук, профессор, заведующая кафедрой этнографии и фольклора Краснодарского государственного университета культуры и искусств, специалист по истории и культуре ацтеков.

## Биография
Родилась в г. Кореновск Краснодарского края {|в простой многодетной семье, состоящей из 5 детей|13|06|2023}  }. В 1966—1971 гг. училась на философском факультете ЛГУ. В 1974—1977 гг. училась в аспирантуре сектора Америки Ленинградской части ИЭ АН СССР. В 1971—1974 гг. была ассистентом кафедры марксистско-ленинской философии, в 1978—1982 гг. — старшим преподавателем Ухтинского индустриального института. В 1982—1984 гг. являлась доцентом Липецкого ГПИ. В 1984—1985 гг. — доцентом Ярославского ГПИ. В 1985—1987 гг. преподавала в Кировоградском ГПИ, затем в 1988—1992 гг. в Орловском филиале Московского института культуры и искусств. В 1992—1994 гг. — доцент Кубанского государственного университета. С 1993 г. — доцент, с 2001 г. — профессор, заведующая кафедрой этнографии и фольклора Краснодарского государственного университета культуры и искусств. С 2016 г. профессор кафедры зарубежного регионоведения и востоковедения Кубанского государственного университета.
В 1977 г. в ЛЧ ИЭ АН СССР под руководством Р. В. Кинжалова защитила кандидатскую диссертацию на тему «Представление о мировых этапах в древнемексиканской ацтекской мифологии».
В 2001 г. в Ставропольском государственном университете защитила докторскую диссертацию «Экономические, социальные и политические структуры ацтекского общества (доколониальная Мексика)».

## Научная деятельность
Область научных интересов — история и этнография народов Северной и Южной Америки; доколониальная история, культура и быт ацтеков и тарасков.
В докторской диссертации «Экономические, социальные и политические структуры ацтекского общества (доколониальная Мексика)» (2001) и в монографии «Ацтеки: история, экономика, социально-политический строй (доколониальный период)» (1998) рассматриваются истоки этногенеза (ацтекская этногония), история народов и культур Мексиканской долины в доацтекский период, основные этапы истории ацтеков; характеризуется хозяйство, материальная культура, формы собственности (собирательство, охота, рыболовство, аграрное производство, формы землевладения, ремесло, торговля, система повинностей); анализируется социальная структура ацтекского общества, в которую были включены знать светская и военная, жречество, торговцы, ремесленники, община и общинники, майеки и рабы; исследуется политическая организация и право (тлатоани и высший уровень власти и управления, территориальная структура и управление покоренными народами, соционормативная культура — обычай, право, правоотношения). На момент защиты работа являлась первым в отечественной науке и наиболее полным в американистике в целом исследованием, посвященным ацтекам доколониального периода. В ней впервые использовались документы доколониального и раннеколониального периода: пиктографические рукописи (кодексы), одновременно представляющие собой и памятники искусства, хозяйственные, частноправовые, административные документы раннеколониального периода, в которых содержатся следы доколониальных общественных традиций.
В монографии «Империя ацтеков. Таинственные ритуалы древних мексиканцев» (2020) автор обращается к затронутым ещё в кандидатской диссертации проблемам: религиозно-мифологической системе ацтеков, структура их пантеона, анализирует основные элементы древнемексиканской культовой практики и ритуала, календарь (аграрный и ритуальный циклы) в системе культа; космогонические представления ацтеков, мифы о мировых Солнцах; антропогонические мифы: представления о происхождении человеческого рода, первопредках и начале истории, представления о посмертной судьбе и погребальный обряд ацтеков.

## Основные работы
- Эволюция представления о Солнцах в древнеацтекской мифологии // СЭ. 1977. № 4. С. 122—128.
- Природа, бог и человек в древнемексиканской мифологии // Латинская Америка. 1977. № 4. С. 166—183.
- Социально-классовая структура древнеацтекского общества // Ранние формы социальной стратификации. М., 1993. С. 169—196.
- Некоторые традиции семейно-брачных отношений и терминология родства древних ацтеков // Алгебра родства. СПб., 1998. Вып. 2. С. 201—213.
- Система земледелия в древнеацтекском обществе // Природа. 1998. № 11.
- Ацтеки. История, экономика, социально-политический строй (доколониальный период). М., 1998. 432 с.
- Древнеацтекская медицина (этнографический аспект) // ЭО. 1998. № 6. С. 28-40.
- Социальная структура тарасков (доколониальная Мексика) // Ранние формы социальной организации. СПб., 2000. С. 143—155.
- Женщины в доколониальной истории индейцев тарасков (к проблеме гендера в истории доколумбовой Америки) // Проблемы всеобщей истории. Армавир, 2001. Вып. 7.
- Религиозная традиция тарасков (доколониальная Мексика) // Открытие Америки продолжается. СПб., 2001. Вып. 3. С. 26-39.
- Эсхатология в системе мировоззрения древних мексиканцев (представления о предзнаменованиях в религиозной традиции ацтеков и тарасков доколониальной Мексики // Латинская Америка. 2004. № 4. С. 70-75.
- Новое в историографии культуры ацтеков // Латинская Америка. 2008. № 4. С. 102—107.
- Этническая хореография народов мира: Учебное пособие. Ростов-на-Дону, 2007.
- Традиционные общества древней западной Мексики: история, археология, этнография тарасков. СПб, 2017. 616 с.
- Мексиканская хоррор-анимация в поисках национального своеобразия. Фантастические образы традиционной культуры и голливудские кинематографические чудовища // Латинская Америка. 2019. № 3. С. 86-101.
- Империя ацтеков. Таинственные ритуалы древних мексиканцев. М.: Вече, 2020. 336 с[4].